# Hálós adatmodell

Példa a hálós adatmodellre

A hálós adatmodell a hierarchikus adatmodell továbbfejlesztett változata, a bonyolultabb kapcsolatok ábrázolását már jobban lehetővé teszi. 1969-ben a CODASYL bizottság által létrehozott DBTG (Data Base Task Group) jelentése alapján hozták létre. Két évtizeden keresztül, a relációs adatbázis megjelenéséig szinte kizárólag ezt használták.

## Felépítése
A hierarchikushoz képest itt már nem csak egy szülőhöz tartozhat több gyerek, de egy gyereknek is lehet több szülője. Az egyedek között tetszőleges kapcsolatok építhetők ki. Ez a bizonyos háló tetszőlegesen nagy méretű lehet, ábrázolása több, egymásra hierarchikusan felépülő kisebb egységekkel, setekkel történik.
Új megjelenő fogalmak:
- set
- area

Set: Kétszintű fa amelynek gyökéreleme a tulajdonos, és levélelemei a tagok.
Area: Valamilyen szempontból egységesen kezelendő adatfájl.
Setek segítségével a legbonyolultabb hálós kapcsolatok is leírhatók.

## Lekérdezések hálós nyelvben
Az eredeti javaslat a COBOL nyelvet javasolta, ezt váltotta fel később a PL1 majd az interaktív felhasználói felület.
Legismertebb hálós adatbázis kezelő programok:
- TurboIMAGE
- IDMS
- RDM Embedded
- RDM Server

## Története
1969-ben a CODASYL (Conference on Data Systems Languages) jelentette meg az első specifikációját, majd ezt követte egy második jelentés 1971-ben. Fejlesztése egészen a 80-as évekig folyt.